# Pteronymia eudema
Pteronymia eudema är en fjärilsart som beskrevs av Jean Baptiste Godart 1818. Pteronymia eudema ingår i släktet Pteronymia och familjen praktfjärilar. Inga underarter finns listade.